# Championnat de France de rugby à XV de 2e série
Le championnat de France de rugby à XV de 2e série est le quatrième échelon des championnats régionaux français de rugby à XV.
Il a été mis en place en 1905-1906. Avec la réforme des compétitions françaises actée en 2022, cette division disparaît de fait,, les clubs étant intégrés dans le championnat de France de Régionale 3.

## Les compétitions territoriales

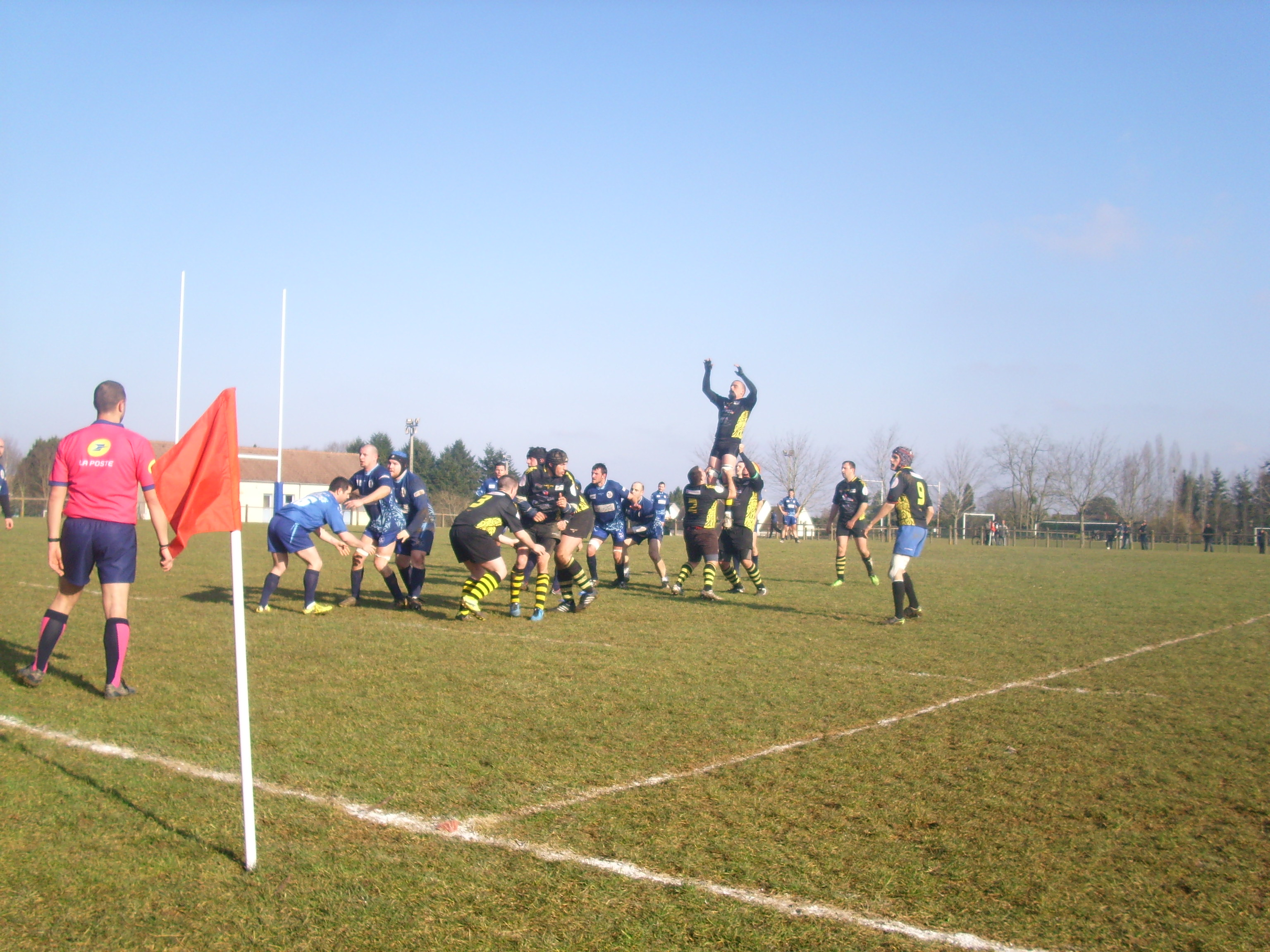
Match de 2e série en Bourgogne entre le RC Givry et l'US Baume-les-Dames en 2013.

### Les phases qualificatives territoriales
Les phases qualificatives des championnats de France Honneur, Promotion d’Honneur et séries territoriales sont laissées à l’initiative des comités territoriaux.
Les compétitions territoriales (Honneur, Promotion d’Honneur, 1re série, 2e série, 3e série, 4e série) sont organisées à l’initiative de chaque comité territorial à partir du classement général de ses associations établi à l’issue de la saison précédente.
Toutefois, ces compétitions doivent être organisée de telle manière qu’elles aboutissent obligatoirement à une phases territoriale ou à une ultime et dernière phase territoriale qualifiant spécifiquement et en propre pour chacun des championnats de France ouverts à ces catégories (Honneur, Promotion d’Honneur, 1re série, 2e série, 3e série, 4e série).
Cette règle s’appliquera quel que soit le nombre d’associations appelées à disputer chacune des épreuves qualificatives. La phase finale territoriale devra à cet effet prévoir la répartition la plus équitable possible entre chaque série du nombre d’associations postulant aux diverses qualifications fédérales (Honneur, Promotion d’Honneur, 1re série, 2e série, 3e série, 4e série).
Les comités présentant au moins trois groupes dans leur championnat territorial seniors, ne pourront qualifier en championnat de France d’une série donnée une ou des associations qui auraient participé au quart de finale d’une compétition de niveau supérieur ou identique. Une dérogation pourra être acceptée uniquement dans le cas suivant : conséquence de la descente des associations de 3e division fédérale en séries ayant obligé le maintien d’une association dans la même série que la saison précédente.

### Les formes de compétitions territoriales

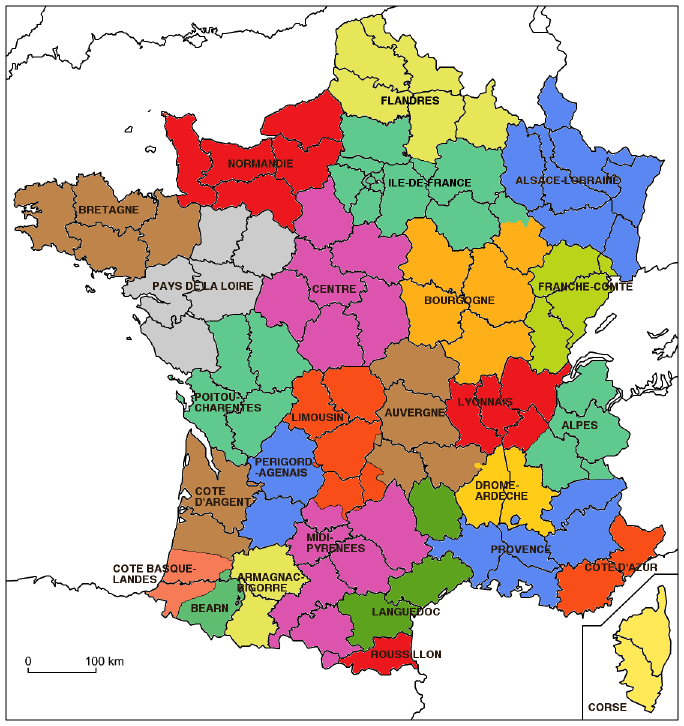
Carte des comités territoriaux jusqu'en 2017.

Carte des ligues régionales depuis 2018.

Les associations peuvent être réparties en groupes.
- Un seul groupe pourra être constitué si le comité a moins de 21 associations
- Deux groupes peuvent être constitués si le comité a de 21 à 40 associations
- Au-dessus de 40 associations, 3 groupes au moins seront constitués

Lorsque deux groupes seront constitués
- Le 1er concernera les compétitions Honneur, Promotion d’Honneur et 1re série
- Le 2e concernera les compétitions 2e série, 3e série et 4e série

Lorsque trois groupes seront constitués
- Le 1er groupe pourra concerner :
  - Soit la compétition Honneur seule
  - Ou la compétition Honneur et Promotion d’Honneur
- Le 2e groupe concernera :
  - La compétition Promotion Honneur seule
  - ou la compétition Promotion Honneur et 1re série
  - ou la compétition Promotion Honneur, 1re série et 2e série
  - ou la compétition 1re série et 2e série
- Le 3e groupe concernera les Séries qui ne sont pas dans les deux 1er groupes (les 3e série et 4 série voire 5e série)

## Principe de classement
À la fin des matchs de poules, le classement des équipes par poule est établi en fonction des points terrain obtenus desquels sont retranchés, s’il y a lieu les points de pénalisation.
Le classement général des équipes participant à la même compétition est réalisée de la façon suivante :
1. – Classement des 1er de poule entre eux
2. – Classement des 2e de poule entre eux
3. – Classement des 3e de poule entre eux
4. – et ainsi de suite

Le classement général détermine la qualification, les oppositions et les descentes.

## Palmarès
| Année       | Champion                                                          | Ligue ou comité régional                                          | Comité départemental                                              | Score                                                             | Finaliste                                                         | Ligue ou comité régional                                          | Comité départemental                                              |
| ----------- | ----------------------------------------------------------------- | ----------------------------------------------------------------- | ----------------------------------------------------------------- | ----------------------------------------------------------------- | ----------------------------------------------------------------- | ----------------------------------------------------------------- | ----------------------------------------------------------------- |
| 1906        | CA Périgueux                                                      | Périgord-Agenais                                                  | Dordogne                                                          | 16-0                                                              | AS Lyon                                                           | Lyonnais                                                          | Rhône                                                             |
| 1907        | Cercle amical à Colombes                                          | Île-de-France                                                     | Seine                                                             | 6-3                                                               | RC Chalon                                                         | Bourgogne                                                         | Saône-et-Loire                                                    |
| 1908        | US Bergerac                                                       | Périgord-Agenais                                                  | Dordogne                                                          | 39-0                                                              | Rugby club auxerrois                                              | Bourgogne                                                         | Yonne                                                             |
| 1909        | US Montauban                                                      | Midi-Pyrénées                                                     | Tarn-et-Garonne                                                   | 15-3                                                              | RC Toulon                                                         | Provence                                                          | Var                                                               |
| 1910        | Aviron bayonnais                                                  | Côte basque Landes                                                | Basses-Pyrénées                                                   | 10-0                                                              | Evreux Athletic Club Rugby                                        | Normandie                                                         | Eure                                                              |
| 1911        | AS Perpignan                                                      | Roussillon                                                        | Pyrénées-Orientales                                               | 20-5                                                              | US Dole                                                           | Franche-Comté                                                     | Jura                                                              |
| 1912        | Toulouse Olympique                                                | Midi-Pyrénées                                                     | Haute-Garonne                                                     | 19-0                                                              | Cercle amical à Colombes                                          | Île-de-France                                                     | Seine                                                             |
| 1913        | Stade olympien perpignanais                                       | Roussillon                                                        | Pyrénées-Orientales                                               | 14-8                                                              | AS Française                                                      | ?                                                                 | ?                                                                 |
| 1914        | Saint-Girons SC                                                   | Midi-Pyrénées                                                     | Ariège                                                            | 8-7                                                               | CASG Paris                                                        | Île-de-France                                                     | Paris                                                             |
| 1915 à 1919 | Pas de championnat                                                | Pas de championnat                                                | Pas de championnat                                                | Pas de championnat                                                | Pas de championnat                                                | Pas de championnat                                                | Pas de championnat                                                |
| 1920        | AS Bayonne                                                        | Côte basque Landes                                                | Basses-Pyrénées                                                   | 6-0                                                               | Stade français Paris                                              | Île-de-France                                                     | Paris                                                             |
| 1921        | Stade hendayais                                                   | Côte basque Landes                                                | Basses-Pyrénées                                                   | 6-0                                                               | Lancey Sport                                                      | Alpes                                                             | Isère                                                             |
| 1922        | AS Soustons                                                       | Côte basque Landes                                                | Landes                                                            | 8-3                                                               | Sport Olympique d’Avignon                                         | Provence                                                          | Vaucluse                                                          |
| 1923        | Avenir Moissac                                                    | Midi-Pyrénées                                                     | Tarn-et-Garonne                                                   | 6-0                                                               | Gallia Club de Toulouse                                           | Midi-Pyrénées                                                     | Haute-Garonne                                                     |
| 1924        | SC Mazamet                                                        | Midi-Pyrénées                                                     | Tarn                                                              | 3-0                                                               | SC Graulhet                                                       | Midi-Pyrénées                                                     | Tarn                                                              |
| 1925        | Navarre Athlétique Club Champ-sur-Drac                            | Alpes                                                             | Isère                                                             | 18-9                                                              | AS Miramont-de-Guyenne                                            | Périgord-Agenais                                                  | Lot-et-Garonne                                                    |
| 1926        | FC Carmaux                                                        | Midi-Pyrénées                                                     | Tarn                                                              | 8-0                                                               | Cercle athlétique d’Espéraza                                      | Languedoc                                                         | Aude                                                              |
| 1927        | Olympique Carmaux                                                 | Midi-Pyrénées                                                     | Tarn                                                              | 16-0                                                              | Stade Lavelanet                                                   | Midi-Pyrénées                                                     | Ariège                                                            |
| 1928        | Stade Lavelanet                                                   | Midi-Pyrénées                                                     | Ariège                                                            | 19-3                                                              | USC Vichy                                                         | Auvergne                                                          | Allier                                                            |
| 1929        | AS bortoise                                                       | Auvergne                                                          | Corrèze                                                           |                                                                   | JS Elne                                                           | Roussillon                                                        | Pyrénées-Orientales                                               |
| 1930        | AS Midi                                                           | Côte d'Argent                                                     | Gironde                                                           | 14-3                                                              | AS Mâcon                                                          | Bourgogne                                                         | Saône-et-Loire                                                    |
| 1931        | SC Toulouse                                                       | Midi-Pyrénées                                                     | Haute-Garonne                                                     | 17-0                                                              | Saint-Girons SC                                                   | Midi-Pyrénées                                                     | Ariège                                                            |
| 1932        | AS Eymet                                                          | Périgord-Agenais                                                  | Dordogne                                                          | 10-3                                                              | US Dole                                                           | Franche-Comté                                                     | Jura                                                              |
| 1933        | US Dole                                                           | Franche-Comté                                                     | Jura                                                              | 8-3                                                               | US Métro                                                          | Île-de-France                                                     | Paris                                                             |
| 1934        | US Berry                                                          | Centre                                                            | Cher                                                              | 19-5                                                              | US Pessac                                                         | Côte d’Argent                                                     | Gironde                                                           |
| 1935        | US Orthez                                                         | Côte basque Landes                                                | Basses-Pyrénées                                                   | 14-8                                                              | CS Nuits-Saint-Georges                                            | Bourgogne                                                         | Côte-d'Or                                                         |
| 1936        | GS Figeac                                                         | Limousin                                                          | Lot                                                               | 8-0                                                               | Olympique de Besançon                                             | Franche-Comté                                                     | Doubs                                                             |
| 1937        | Stade beaumontois                                                 | Midi-Pyrénées                                                     | Tarn-et-Garonne                                                   | 6-0                                                               | Groupement sportif EDF Paris                                      | Île-de-France                                                     | Paris                                                             |
| 1938        | SC Mazamet                                                        | Midi-Pyrénées                                                     | Tarn                                                              | 5-3                                                               | AS Bédarrides                                                     | Provence                                                          | Vaucluse                                                          |
| 1939        | CA Castelsarrasin                                                 | Midi-Pyrénées                                                     | Tarn-et-Garonne                                                   | 13-5                                                              | SC Tarare                                                         | Lyonnais                                                          | Rhône                                                             |
| 1940 à 1947 | Pas de championnat                                                | Pas de championnat                                                | Pas de championnat                                                | Pas de championnat                                                | Pas de championnat                                                | Pas de championnat                                                | Pas de championnat                                                |
| 1948        | SC Rieumes                                                        | Midi-Pyrénées                                                     | Haute-Garonne                                                     | 8-0                                                               | US Bellegarde                                                     | Lyonnais                                                          | Ain                                                               |
| 1949        | Stade Sainte-Foy-la-Grande                                        | Côte d’Argent                                                     | Gironde                                                           | 3-0                                                               | US Vénissieux                                                     | Lyonnais                                                          | Rhône                                                             |
| 1950        | AS Lavaur                                                         | Midi-Pyrénées                                                     | Tarn                                                              | 11-0                                                              | AS Ugine                                                          | Alpes                                                             | Savoie                                                            |
| 1951        | US Samatan                                                        | Armagnac-Bigorre                                                  | Gers                                                              | 3-0                                                               | US Saint-Étienne-de-Saint-Geoirs                                  | Alpes                                                             | Isère                                                             |
| 1952        | Toulouse Athlétique Club                                          | Midi-Pyrénées                                                     | Haute-Garonne                                                     | 9-9                                                               | RC La Garde                                                       | Côte d'Azur                                                       | Var                                                               |
| 1953        | Biscarrosse olympique                                             | Côte d’Argent                                                     | Landes                                                            | 8-0                                                               | US La Tour-du-Pin                                                 | Lyonnais                                                          | Isère                                                             |
| 1954        | AA Nogaro                                                         | Armagnac-Bigorre                                                  | Gers                                                              | 18-0                                                              | US Vinay                                                          | Alpes                                                             | Isère                                                             |
| 1955        | US Monnaie de Paris                                               | Île-de-France                                                     | Paris                                                             | 3-0                                                               | Blagnac SCR                                                       | Midi-Pyrénées                                                     | Haute-Garonne                                                     |
| 1956        | Églantine de Saint-Girons                                         | Midi-Pyrénées                                                     | Ariège                                                            | 9-0                                                               | Aviron castrais                                                   | Midi-Pyrénées                                                     | Tarn                                                              |
| 1957        | AS Villeurbanne Éveil lyonnais                                    | Lyonnais                                                          | Rhône                                                             | 13-3                                                              | US Cheminots Club de Saintes                                      | Poitou-Charentes                                                  | Charente-Maritime                                                 |
| 1958        | US Cuxac-d'Aude                                                   | Languedoc                                                         | Aude                                                              | 3-0 disqualification                                              | Lombez RC                                                         | Armagnac-Bigorre                                                  | Gers                                                              |
| 1959        | CA Castelsarrasin                                                 | Midi-Pyrénées                                                     | Tarn-et-Garonne                                                   | 6-3                                                               | US Romans Péage                                                   | Drôme-Ardèche                                                     | Drôme                                                             |
| 1960        | RS Mauvezin                                                       | Armagnac-Bigorre                                                  | Gers                                                              | 9-0                                                               | US Cuxac-d'Aude                                                   | Languedoc                                                         | Aude                                                              |
| 1961        | UA Laloubère                                                      | Armagnac-Bigorre                                                  | Hautes-Pyrénées                                                   | 3-0                                                               | US Arsenal maritime de Toulon                                     | Côte d’Azur                                                       | Var                                                               |
| 1962        | JS Labouheyre                                                     | Côte d’Argent                                                     | Landes                                                            | 13-8                                                              | Union sportive L'Isle-Jourdain                                    | Armagnac-Bigorre                                                  | Gers                                                              |
| 1963        | FC Tournon-Tain                                                   | Drôme-Ardèche                                                     | Ardèche                                                           | 6-0                                                               | JS Oursbelille                                                    | Armagnac-Bigorre                                                  | Hautes-Pyrénées                                                   |
| 1964        | US Cuxac-d'Aude                                                   | Languedoc                                                         | Aude                                                              | 3-6                                                               | FC Lyon                                                           | Lyonnais                                                          | Rhône                                                             |
| 1965        | AS Hossegor                                                       | Côte basque Landes                                                | Landes                                                            | 19-6                                                              | RC Chagny                                                         | Bourgogne                                                         | Saône-et-Loire                                                    |
| 1966        | AS Villemur-sur-Tarn                                              | Midi-Pyrénées                                                     | Haute-Garonne                                                     | 8-3                                                               | US Mouguerre                                                      | Côte basque Landes                                                | Basses-Pyrénées                                                   |
| 1967        | SO Villelongue                                                    | Roussillon                                                        | Pyrénées-Orientales                                               | 3-0                                                               | RC Linxe                                                          | Côte basque Landes                                                | Landes                                                            |
| 1968        | RC Linxe                                                          | Côte basque Landes                                                | Landes                                                            | 13-3                                                              | CSG Bonnot                                                        | Alpes                                                             | Isère                                                             |
| 1969        | Saint Vallier Sportif                                             | Drôme-Ardèche                                                     | Drôme                                                             | 8-6                                                               | AS Lavaur                                                         | Midi-Pyrénées                                                     | Tarn                                                              |
| 1970        | AS Hossegor                                                       | Côte basque Landes                                                | Landes                                                            | 14-3                                                              | US La Ravoire                                                     | Alpes                                                             | Savoie                                                            |
| 1971        | Fleury-d'Aude Olympique                                           | Languedoc                                                         | Aude                                                              | 3-0                                                               | Rabastens XV                                                      | Armagnac-Bigorre                                                  | Hautes-Pyrénées                                                   |
| 1972        | CO Lespignan                                                      | Languedoc                                                         | Hérault                                                           | 3-0                                                               | Poitiers Étudiants Club                                           | Poitou-Charentes                                                  | Vienne                                                            |
| 1973        | CO Sigean                                                         | Languedoc                                                         | Aude                                                              | 18-0                                                              | SC Brioude                                                        | Auvergne                                                          | Haute-Loire                                                       |
| 1974        | Stade Navarrenx                                                   | Béarn                                                             | Pyrénées-Atlantiques                                              | 12-7                                                              | RC Massy                                                          | Île-de-France                                                     | Essonne                                                           |
| 1975        | CA Bordères                                                       | Armagnac-Bigorre                                                  | Hautes-Pyrénées                                                   | 6-3                                                               | ES Vaulnaveys-le-Haut                                             | Alpes                                                             | Isère                                                             |
| 1976        | SO Canohès                                                        | Roussillon                                                        | Pyrénées-Orientales                                               | 6-0                                                               | La Nicolaite                                                      | Midi-Pyrénées                                                     | Tarn-et-Garonne                                                   |
| 1977        | Stade Narbonne UC                                                 | Languedoc                                                         | Aude                                                              | 12-9                                                              | RC Granges-lès-Valence                                            | Drôme-Ardèche                                                     | Ardèche                                                           |
| 1978        | CO Tuchan                                                         | Languedoc                                                         | Aude                                                              | 12-3                                                              | AC Bobigny                                                        | Île-de-France                                                     | Seine-Saint-Denis                                                 |
| 1979        | US Montréal-du-Gers                                               | Armagnac-Bigorre                                                  | Gers                                                              | 12-9                                                              | ES Saint-André-de-Roquelongue                                     | Languedoc                                                         | Aude                                                              |
| 1980        | Olympique miélanais                                               | Armagnac-Bigorre                                                  | Gers                                                              | 17-10                                                             | RC Eyragues                                                       | Provence                                                          | Bouches-du-Rhône                                                  |
| 1981        | Biscarrosse olympique                                             | Côte d’Argent                                                     | Landes                                                            | 27-6                                                              | US Murviel-lès-Béziers                                            | Languedoc                                                         | Hérault                                                           |
| 1982        | ES Léon                                                           | Côte basque Landes                                                | Landes                                                            | 18-10                                                             | US Capendu                                                        | Languedoc                                                         | Aude                                                              |
| 1983        | Collioure Sportif                                                 | Roussillon                                                        | Pyrénées-Orientales                                               | 22-3                                                              | JS Villeneuve-lès-Béziers                                         | Languedoc                                                         | Hérault                                                           |
| 1984        | US Habas                                                          | Côte basque Landes                                                | Landes                                                            | 10-4                                                              | US Capendu                                                        | Languedoc                                                         | Aude                                                              |
| 1985        | AS Saint-Chinian                                                  | Languedoc                                                         | Hérault                                                           | 12-3                                                              | SA Lit-et-Mixe                                                    | Côte basque Landes                                                | Landes                                                            |
| 1986        | RC Bénac Louey Marquisat                                          | Armagnac-Bigorre                                                  | Hautes-Pyrénées                                                   | 13-3                                                              | US Tavaux Damparis                                                | Franche-Comté                                                     | Jura                                                              |
| 1987        | Entente Nissan-Colombiers                                         | Languedoc                                                         | Hérault                                                           | 13-9                                                              | RC Golfech                                                        | Midi-Pyrénées                                                     | Tarn-et-Garonne                                                   |
| 1988        | AS Castelmoron Laparade                                           | Périgord-Agenais                                                  | Lot-et-Garonne                                                    | 7-7 t. a. b.                                                      | Rivesaltes XV                                                     | Roussillon                                                        | Pyrénées-Orientales                                               |
| 1989        | Boulou sportif XV                                                 | Roussillon                                                        | Pyrénées-Orientales                                               | 22-19                                                             | Entente Lesperon Onesse                                           | Côte basque Landes                                                | Landes                                                            |
| 1990        | Entente Espira SC-Baixas AC                                       | Roussillon                                                        | Pyrénées-Orientales                                               | 15-7                                                              | Stade Bizanet                                                     | Languedoc                                                         | Aude                                                              |
| 1991        | Ibos SL                                                           | Armagnac-Bigorre                                                  | Hautes-Pyrénées                                                   | 10-6                                                              | US Villeneuve-la-Comptal                                          | Languedoc                                                         | Aude                                                              |
| 1992        | AS Maureilhan                                                     | Languedoc                                                         | Hérault                                                           | 27-6                                                              | US Conques                                                        | Languedoc                                                         | Aude                                                              |
| 1993        | RC Colombiers                                                     | Languedoc                                                         | Hérault                                                           | 8-6                                                               | AS Saint-Martin-de-Seignanx                                       | Côte basque Landes                                                | Landes                                                            |
| 1994        | RC Leucate                                                        | Languedoc                                                         | Aude                                                              | 15-6                                                              | ES Cazouls-lès-Béziers                                            | Languedoc                                                         | Hérault                                                           |
| 1995        | Racing Clape Plage                                                | Languedoc                                                         | Aude                                                              | 24-19                                                             | CO Cessenon                                                       | Languedoc                                                         | Hérault                                                           |
| 1996        | US Castelnau-Rivière-Basse                                        | Armagnac-Bigorre                                                  | Hautes-Pyrénées                                                   | 23-14                                                             | AS Capestang                                                      | Languedoc                                                         | Hérault                                                           |
| 1997        | SC Gretz-Tournan                                                  | Île-de-France                                                     | Seine-et-Marne                                                    | 7-6                                                               | Union Corbières Cathares (Fabrezan-Montséret)                     | Languedoc                                                         | Aude                                                              |
| 1998        | CO Tuchan                                                         | Languedoc                                                         | Aude                                                              | 12-6                                                              | Avenir montréalais                                                | Languedoc                                                         | Aude                                                              |
| 1999        | Entente Conques-Villemoustaussou                                  | Languedoc                                                         | Aude                                                              | 33-13                                                             | US Pays de Sault                                                  | Languedoc                                                         | Aude                                                              |
| 2000        | Ibos SL                                                           | Armagnac-Bigorre                                                  | Hautes-Pyrénées                                                   | 22-16                                                             | RC Drancy                                                         | Île-de-France                                                     | Seine-Saint-Denis                                                 |
| 2001        | RC Ossun                                                          | Armagnac-Bigorre                                                  | Hautes-Pyrénées                                                   | 16-6                                                              | ES Stains                                                         | Île-de-France                                                     | Seine-Saint-Denis                                                 |
| 2002        | JS Oursbelille                                                    | Armagnac-Bigorre                                                  | Hautes-Pyrénées                                                   | 16-10                                                             | RC Ribaute                                                        | Occitanie                                                         | Gard                                                              |
| 2003        | Bas Conflent Vinça                                                | Roussillon                                                        | Pyrénées-Orientales                                               | 20-16                                                             | AS Portel-des-Corbières                                           | Languedoc                                                         | Aude                                                              |
| 2004        | Entente S Portiragnes-Cers                                        | Languedoc                                                         | Hérault                                                           | 13-9                                                              | AS Asasp Arros                                                    | Béarn                                                             | Pyrénées-Atlantiques                                              |
| 2005        | Real Soldevilla campétois                                         | Côte basque Landes                                                | Landes                                                            | 29-17                                                             | RC Couiza-Espéraza                                                | Languedoc                                                         | Aude                                                              |
| 2006        | AS Ogeu-les-Bains                                                 | Béarn                                                             | Pyrénées-Atlantiques                                              | 16-10                                                             | Boulou sportif XV                                                 | Roussillon                                                        | Pyrénées-Orientales                                               |
| 2007        | Garlin Nord-Béarn                                                 | Béarn                                                             | Pyrénées-Atlantiques                                              | 16-7                                                              | RC Alaric (Capendu-Douzens)                                       | Languedoc                                                         | Aude                                                              |
| 2008        | AS Portel                                                         | Languedoc                                                         | Aude                                                              | 24-7                                                              | JS Sauvian                                                        | Languedoc                                                         | Hérault                                                           |
| 2009,       | RC Couiza Espéraza                                                | Languedoc                                                         | Aude                                                              | 17-6                                                              | Panjas AC                                                         | Armagnac-Bigorre                                                  | Gers                                                              |
| 2010        | Béziers Riquet                                                    | Languedoc                                                         | Hérault                                                           | 8-3                                                               | US Mourenx                                                        | Béarn                                                             | Pyrénées-Atlantiques                                              |
| 2011        | US Pia                                                            | Pays Catalan                                                      | Pyrénées-Orientales                                               | 37-25                                                             | US Herm                                                           | Côte basque Landes                                                | Landes                                                            |
| 2012        | US Beaulieu                                                       | Limousin                                                          | Corrèze                                                           | 15-11                                                             | US Josbaig                                                        | Béarn                                                             | Pyrénées-Atlantiques                                              |
| 2013        | SA Monein                                                         | Béarn                                                             | Pyrénées-Atlantiques                                              | 40-8                                                              | CS Seurre                                                         | Bourgogne                                                         | Côte-d'Or                                                         |
| 2014        | RC bagnacois                                                      | Limousin                                                          | Lot                                                               | 31-7                                                              | RC Ponteilla                                                      | Pays Catalan                                                      | Pyrénées-Orientales                                               |
| 2015        | Rabastens XV                                                      | Armagnac-Bigorre                                                  | Hautes-Pyrénées                                                   | 48-10                                                             | RC Ennezat                                                        | Auvergne                                                          | Puy-de-Dôme                                                       |
| 2016        | US Bracieux                                                       | Centre                                                            | Loir-et-Cher                                                      | 21-17                                                             | AS Marciac                                                        | Armagnac-Bigorre                                                  | Gers                                                              |
| 2017        | Landes Océan rugby club                                           | Côte basque Landes                                                | Landes                                                            | 35-8                                                              | Paris XO                                                          | Île-de-France                                                     | Paris 18e                                                         |
| 2018        | US boulonnaise                                                    | Occitanie                                                         | Haute-Garonne                                                     | 15-0                                                              | Limoges Étudiants Club                                            | Nouvelle-Aquitaine                                                | Haute-Vienne                                                      |
| 2019,       | US Vic                                                            | Occitanie                                                         | Hautes-Pyrénées                                                   | 29-19                                                             | Rugby Castets Linxe                                               | Nouvelle-Aquitaine                                                | Landes                                                            |
| 2020        | Championnat arrêté en cours de saison. Aucun titre n'est décerné. | Championnat arrêté en cours de saison. Aucun titre n'est décerné. | Championnat arrêté en cours de saison. Aucun titre n'est décerné. | Championnat arrêté en cours de saison. Aucun titre n'est décerné. | Championnat arrêté en cours de saison. Aucun titre n'est décerné. | Championnat arrêté en cours de saison. Aucun titre n'est décerné. | Championnat arrêté en cours de saison. Aucun titre n'est décerné. |
| 2021        | Championnat arrêté en cours de saison. Aucun titre n'est décerné. | Championnat arrêté en cours de saison. Aucun titre n'est décerné. | Championnat arrêté en cours de saison. Aucun titre n'est décerné. | Championnat arrêté en cours de saison. Aucun titre n'est décerné. | Championnat arrêté en cours de saison. Aucun titre n'est décerné. | Championnat arrêté en cours de saison. Aucun titre n'est décerné. | Championnat arrêté en cours de saison. Aucun titre n'est décerné. |
| 2022        | JS Caraman                                                        | Occitanie                                                         | Haute-Garonne                                                     | 13-11                                                             | US Millas                                                         | Occitanie                                                         | Pyrénées-Orientales                                               |